# Leptotarsus yanoi
Leptotarsus yanoi är en tvåvingeart som beskrevs av Alexander 1953. Leptotarsus yanoi ingår i släktet Leptotarsus och familjen storharkrankar. Inga underarter finns listade i Catalogue of Life.